# Karl Hermann Struve
Karl Hermann Struve, baltiško-nemški astronom, * 3. oktober 1854, † 12. avgust 1920.